# Robert Saleh
Robert Saleh (Dearborn, 31 gennaio 1979) è un allenatore di football americano statunitense.
Saleh ha servito come assistente allenatore per gli Houston Texans, i Seattle Seahawks, i Jacksonville Jaguars e i San Francisco 49ers dal 2005 al 2020, ricoprendo la sua prima posizione di coordinatore difensivo con i Niners dal 2017 al 2020. Saleh ha partecipato in due Super Bowl, uno con i Seahawks e uno con i 49ers, vincendone uno nel 2014 con i Seattle. 
Dopo l'esperienza come capo allenatore dei New York Jets, nel 2025 torna a San Francisco come coordinatore difensivo.

## Carriera

### New York Jets
Il 14 gennaio 2021, Saleh firmò un contratto quinquennale diventando il capo allenatore dei New York Jets.
Il 12 settembre 2021, Saleh perse al suo debutto come capo allenatore contro i Carolina Panthers con un punteggio di 19-14. Saleh vinse la sua prima partita da capo allenatore il 3 ottobre vincendo 27–24 contro i Tennessee Titans ai tempi supplementari. Il 22 dicembre è stato riferito che Saleh è risultato positivo al COVID-19; non ha allenato i Jets nella partita della sedicesima settimana contro i Jaguars. Nella sua prima stagione da capo allenatore, i Jets finirono 4–13, e mancarono i playoff per l'undicesimo anno consecutivo.

## Record come capo-allenatore
| Squadra |        | Stagione regolare | Stagione regolare | Stagione regolare | Stagione regolare | Stagione regolare | Playoff | Playoff | Playoff   |
| Squadra | Anno   | Vinte             | Perse             | Pari              | %                 | Posizione         | Vinte   | Perse   | Risultato |
| ------- | ------ | ----------------- | ----------------- | ----------------- | ----------------- | ----------------- | ------- | ------- | --------- |
| NYJ     | 2021   | 4                 | 13                | 0                 | .235              | 4° nella AFC East | -       | -       | -         |
| NYJ     | 2022   | 7                 | 10                | 0                 | .412              | 4° nella AFC East | -       | -       | -         |
| NYJ     | 2023   | 7                 | 10                | 0                 | .412              | 3° nella AFC East | -       | -       | -         |
| NYJ     | 2024   | 2                 | 3                 | 0                 | .400              | Esonerato         | -       | -       | -         |
| Totale  | Totale | 20                | 36                | 0                 | .357              |                   | -       | -       |           |